# Anre ibne Hixame
Anre ibne Hixame, Hixeme ou Híxem (em árabe: عمرو بن هشام; romaniz.: Amr ibn Hisham; m. 17 de março de 624), foi um dos líderes pagãos politeístas coraixitas de Meca conhecido por sua hostilidade contra o profeta islâmico Maomé e contra os primeiros muçulmanos em Meca. Também é mencionado como Abu Jal pelos muçulmanos, os quais costumam recordar-se dele como um mau exemplo. Foi morto pelos irmãos Muauaz ibne Anre e Muaz ibne Anre, durante a Batalha de Badr.